# Стоп-Земля
«Стоп-Земля» (англ. Stop-Zemlia), робоча назва «Підлога — це лава» (англ. The Floor is Lava) — український ігровий фільм 2021 року режисерки Катерини Горностай.
У фільмі через низку епізодів розповідається про 16-річну інтровертну школярку Марію (Машу), старшокласницю звичайної київської школи. Не почуватися дивно та відсторонено в колективі їй допомагають близькі друзі Яна та Сєня, які по-своєму переживають напружену шкільну буденність. Окрім майбутніх екзаменів, вийти з зони комфорту Машу змушує закоханість в однокласника Сашу. Марія розуміє, що якщо не наважиться на діалог — ніколи не знатиме, чи є взаємним її кохання до хлопця.
Міжнародний фестивальний реліз фільму відбувся 1 березня 2021 року на 71-му Берлінському міжнародному кінофестивалі, де стрічка отримала нагороду «Кришталевий ведмідь» юнацького журі конкурсної програми Generation 14plus. Український фестивальний реліз фільму відбувся 19 серпня 2021 року на 12-му Одеському міжнародного кінофестивалі, де стрічка отримала головну нагороду фестивалю — Ґран-прі.
Фільм став лавреатом премії «Кіноколо» 2021 року в 5 номінаціях.

## Сюжет

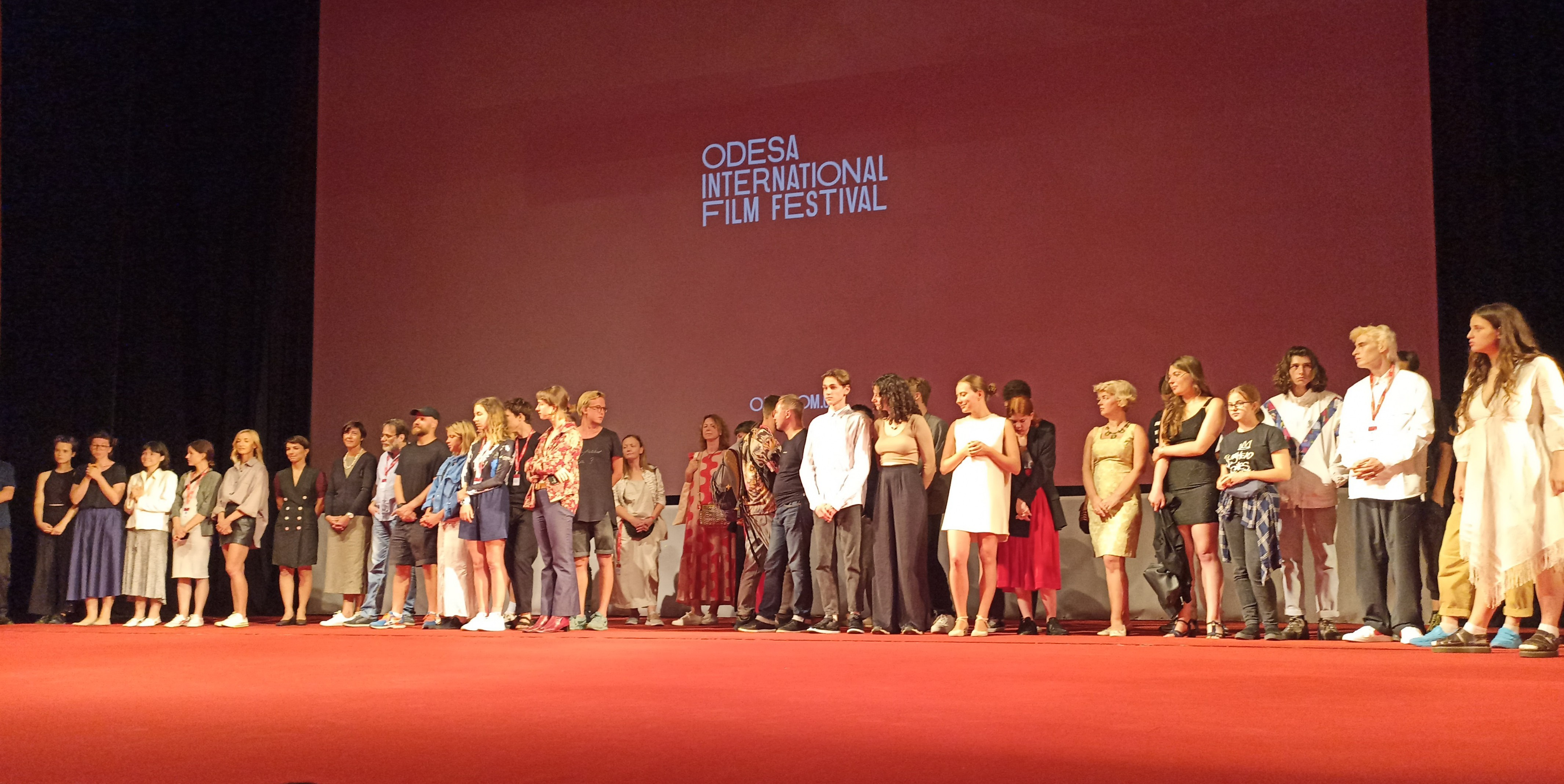
Творча група фільму після показу в Національній конкурсній програмі 12-го Одеському МКФ, 19.08.2021.

Фільм починається із фрагментів інтерв'ю, де головні герої відповідають на особисті питання.
Маша — учениця 11 класу звичайної київської школи, що живе з батьками та меншим братом. Одного разу вона публікує в соцмережі фото, що привертає увагу незнайомця. Вони починають переписуватися, проте Маша не знає справжню особу її нового друга. Маша лише підозрює, що це однокласник Саша, та не наважується запитати в нього прямо. Вона дружить з Яною, що постійно змінює одяг і макіяж, та розбишакуватим Сєньою, які мають багатший досвід стосунків. Однак, їхні розповіді нічого для неї не прояснюють. Вона готується до випускних іспитів, але не намірена почати вищу освіту того ж року (її мати, як розповідає батько, вступила до інституту тільки з третього разу; тоді вони й познайомилися).
Саша має слабкий зір і конфліктує з матір'ю-одиначкою, що бажає вилікувати його та забезпечити успішний вступ до інституту. Він соромиться носити окуляри, навіть якщо це створює проблеми в повсякденних справах. Під час навчання стрільбі Сєня хвилюється й не може влучити в ціль. Тільки Маші він зізнається, що це через його минуле — Сєня переселенець з ОРДЛО і був свідком стрілянини на своїй вулиці.
Однокласники Маші йдуть на вечірку, де п'ють алкоголь і курять коноплю, грають у «пляшечку». Сєня та Яна ночують у Маші, де їм надокучає Машин брат. Сєня зауважує інтерес Маші до Саші та ставить від її імені лайк під його фото.
Коли Сєня знову гостює в Маші, вона напівжартома запитує чи він не гей. Той каже, що кохає одну дівчину, але вона сама про це не знає. Хто вона Сєня не зізнається.
Маша, Яна та Сєня вирішують скріпити свою дружбу кров'ю, для чого ріжуть собі руки. Брат Маші помічає потім забинтовану руку сестри й розповідає про це матері. Вона вимагає від Маші пояснити, що сталось, але дівчина каже, що все нормально. Потім вона дорікає братові, що він виказав її таємницю, але брат вважає, що зробив правильно, бо насправді переживає за Машу.
Школярі вирушають на екскурсію до музею, де Маша ненавмисне розбиває вітрину, коли її зачіпає однокласник.
На випускному балу Маша розуміє, що це, можливо, остання нагода запитати в Саші чи кохає він її. Вона танцює з Сашою, проте, так нічого йому й не каже. Її рана від порізу починає кровоточити. Потім вона запитує в свого таємничого співрозмовника чи він Саша. У відповідь надходить селфі Сєні.
Наприкінці головні герої фотографуються разом для випускного фото та примирюються зі своїми батьками.

## Творча команда
- Автор сценарію — Катерина Горностай
- Режисер-постановник — Катерина Горностай
- Оператор-постановник — Олександр Рощин
- Художник-постановник — Максим Німенко
- Композиторка — Мар'яна Клочко
- Режисери монтажу — Нікон Романченко та Катерина Горностай
- Продюсери — Віталій Шереметьєв, Ольга Бесхмельніцина, Наталія Лібет, Вікторія Хоменко
- Звукорежисери — Михайло Закутський, Олег Головьошкін
- Художник по костюмах — Олена Гресь
- Гример — Марія Пілунська
- Продакшн-менеджер — Андрій Наумчук

## У головних ролях
- Марія Федорченко — Маша (Марія)
- Арсеній Марков — Сєня (Арсеній)
- Яна Ісаєнко — Яна
- Олександр Іванов — Саша (Олександр)

## Кошторис
У липні 2017 року проєкт стрічки «The Floor is Lava» став найкращим у пітчингу індустріальної секції Одеського міжнародного кінофестивалю 2017 та отримав приз у розмірі 60 тисяч грн. У листопаді 2017 року проєкт стрічки отримав нагороди Best Pitch та Producer's Network Award копродукційного ринку Connecting Cottbus у Німеччині й отримав грошовий приз у розмірі €1,5 тисячі євро.
У червні 2018 року проєкт фільму подавали на патріотичний пітчинг Мінкульту, він був одним із 202 проєктів-претендентів; однак фільм не зміг пройти навіть до другого етапу відбору, до якого увійшли 99 проєктів. Під час патріотичного пітчингу творці просили у держави 18,9 млн грн із загального заявленого на цьому пітчингу кошторису у 25,6 млн грн.
На початку серпня 2019 року проєкт фільму «Стоп-Земля» став одним із переможців мистецького конкурсу Українського культурного фонду (УКФ) та отримав 1,3 млн грн держпідтримки (~4 % від початково заявленого загального кошторису у 29,8 млн грн) на передвиробництво (препродакшн) стрічки.
Згодом наприкінці серпня 2019 року проєкт фільму набрав 40,67 балів у категорії «Ігрові повнометражні фільми художньої та культурної значущості (авторські) спільного виробництва» та став одним зі 101 проєктів-переможців 11-го конкурсного відбору Держкіно; творці тоді просили 22,3 млн грн, або ~75 % від початково заявленого загального кошторису у 29,8 млн грн). За рішенням Ради з державної підтримки кінематографії, яка остаточно затверджує фінансування проєктів за рішенням пітчигнів, проєкт фільму в кінцевому варіанті отримав 20,5 млн грн держпідтримки (~69 % з початково заявленого загального кошторису у 29,8 млн грн) на виробництво (продакшн) стрічки. Згодом Рада з державної підтримки кінематографії переглянула своє попереднє рішення й у жовтні 2019 року зменшила кількість проєктів-переможців зі 101 до 46 проєктів, однак серед них все ж залишився проєкт фільму «Стоп-Земля».
Згодом у травні 2020 року Український інститут (УІ) надав творцям стрічки до 150 тисяч грн на міжнародну промоцію стрічки.
Кінцевий кошторис стрічки трохи зменшився від початково заявленої творцями суми у 29,8 млн грн та становив 25,7 млн грн. Відповідно, загалом проєкт фільму «Стоп-Земля» отримав від українських державних інституцій Держкіно, УКФ та УІ 22,0 млн грн, або ~85 % від загального кінцевого кошторису у 25,7 млн грн на передвиробництво, виробництво та промоцію стрічки.

## Виробництво

Альтернативний постер для прем'єри на Берлінале (2021)

### Написання та фільмування
Робота над автобіографічною драмою «Стоп-Земля» розпочалася восени 2016 року, адже саме тоді Катерина Горностай завершила перший варіант сценарію. Крім того, пізніше доробляти сценарій допомагав директор продакшн-компанії Advance Films Девід Поп, який став спеціальним «сценарним» наставником проєкту завдяки тому, що стрічка отримала відзнаку Лондонської кіноакадемії під час лабораторії вроцлавського Міжнародного фестивалю New Horizons у липні 2018 року.
Початково у 2018 році на різних пітчингах, наприклад на патріотичному пітчингу Мінкульту та на пітчингу Riga IFF, фільм представляли як співпродукцію України та Польщі, та у виробництві мали бути залучені такі кінокомпанії: від України — Magika Film та ESSE Production House, а від Польщі — Takfilm. Згодом 2019 року, коли творці подавалися на 11-й пітчинг Держкіно, вже планувалося, що стрічка буде співпродукцією України, Німеччини та Литви. Однак врешті фільм «Стоп-Земля» було створено лише в Україні самою лише ESSE Production House, і в титрах жодної іншої компанії-виробника немає.
Підготовка до фільмування стрічки розпочалася у вересні 2019 року, а саме фільмування — взимку 2019—2020 років у Києві та Київській області.

### Кастинг та акторська лабораторія
У фільмі знялися непрофесійні актори — звичайні українські школярі. Наприкінці серпня 2019 року було оголошено кастинг для підлітків 14—18 років, які проживають у Києві та Київській області. 25 відібраних підлітків безкоштовно навчалися восени 2019-го в акторській лабораторії з тренерами з акторської майстерності, сценічної мови та драматургії.

### Мова
Як згодом зазначила режисерка фільму Катерина Горностай, одним із завдань акторської лабораторії було навчити школярів-акторів краще розмовляти українською. Так, Горностай зауважила, що під час занять: «Обов'язкова умова — мовний режим. Навіть на перервах. … Мені було важливо, щоб звикли говорити вільно українською». Під час лабораторії режисерка також просила їх читати українською. В результаті кілька російськомовних у житті учнів змогли вдало імпровізувати українською на знімальному майданчику.
Водночас у стрічці звучить жива мова з вкрапленнями росіянізмів. На думку Горностай, її стрічка — це «дуже розмовне кіно», у якому багато гумору та іронії, що їх зрозуміють лише носії мови.

### Музика
У фільмі звучить українська музика, зокрема пісня «Той день коли» гурту «Вхід у змінному взутті».

## Реліз
У лютому 2021 року міжнародні дистрибуційні права на фільм «Стоп-Земля» придбала німецька компанія Pluto Film. У березні 2021 року американські дистрибуційні права на фільм придбала американська компанія Altered Innocence. До цього українські дистрибуційні права на фільм вже придбала українська компанія «Артхаус Трафік».
Міжнародний фестивальний реліз відбувся під час конкурсної програми Generation 14plus 71-го Берлінського кінофестивалю («Берлінале») 1 березня 2021 році в режимі «онлайн digital» доступу; фізично фільм демонстрували на Берлінале 9 червня 2021 року. Український фестивальний реліз фільму відбувся 19 серпня 2021 року на 12-му Одеському міжнародного кінофестивалі, де стрічка отримала головну нагороду фестивалю Ґран-прі серед шести претендентів на цю нагороду.
Фільм має вийти в обмежений кінопрокат в Україні 4 листопада 2021 року; прокатник — Артхаус Трафік. Напередодні прокату творці стрічки підписали угоду, згідно з якою «Новий канал» став партнером стрічки «Стоп-Земля».

## Відгуки кінокритиків
Після прем'єри стрічки на «Берлінале» у березні 2021 року та на OIFF у серпні 2021 року фільм «Стоп-Земля» отримав переважно позитивні відгуки від українських кінокритиків. Так, кінокритик Сергій Ксавєров із видання «Лівий берег» після прем'єри фільму на «Берлінале» позитивно оцінив стрічку та зазначив, що «„Стоп-Земля“ — це дуже яскрава демонстрація, як режисерці вдалося найкраще реалізувати свої наміри саме у повнометражному фільмі». Він також вважає стрічку «нашим [українським] першим справжнім шкільним кіно».
Ігор Грабович на сайті «Детектор медіа» зробив висновок, що фільм не має аналогів у нашому кінематографі, і це кіно здатне заспокоїти і навіть вселити віру в майбутнє. Але всі персонажі в ньому чогось бояться — сказати перше слово, зробити перший крок, і сюжету бракує жвавості. Режисерка вірить, що показані нею персонажі зможуть щось змінити в майбутньому. Вони не такі радикальні, як їхні попередники, але й не мають їхніх упереджень. Слова тут кволі та знецінені, їх замінює тактильність: усі цілуються з усіма, розрізана рана відкриває доступ до глибин особистості.
Деякі кінокритики зазначили, що одним із недоліків фільму може стати українська мова, засмічена росіянізмами; зокрема кінокритик Олександр Гусєв зауважив, що до української мови акторів фільму є певні нарікання та їхня мова «стане випробуванням для людей з підвищеною лінгвістичною чутливістю, настільки їхня мова засмічена […] словами-паразитами, настільки бідним, зведеним до якогось службового мінімуму і при цьому насиченим непоказним молодіжним жаргоном видається її словник».
Елізабет Вейцман у журналі «TheWrap» писала, що молоді актори комфортно почуваються у своїх ролях. Характери персонажів зумовлені попередніми подіями і в той же час непостійні, як зокрема «аморфна меланхолія» Маші. Персонажі достатньо самосвідомі, щоб усвідомлювати, що їм ще належить повністю сформуватися, водночас активно спостерігаючи за своїм зростанням у реальному часі.
Кейті Волш у газеті «Los Angeles Times» відгукнулася, що в фільмі піднімаються теми вживання алкоголю й наркотиків у підлітковому віці, сексу та самоушкодженням, але їхнє зображення доволі невинне й не намагається бути скандальним чи в'їдливим, а створює реалістичну картину дорослішання. Разом з тим фільм містить моменти чарівного, мрійливого сюрреалізму, коли Маша мріє або відсторонюється, уявляючи, як грає в бадмінтон на театральній сцені, або спостерігає, як іскриста чорна рідина стікає з порізу на її зап’ясті.
Після виходу фільму в кінотеатрах України більшість відгуків у соцмережах були позитивними.

## Нагороди
Перелік нагород стрічки:
| Список нагород та номінацій                                                    | Список нагород та номінацій | Список нагород та номінацій                                               | Список нагород та номінацій            | Список нагород та номінацій | Список нагород та номінацій        |
| Кінофестиваль/Кінопремія                                                       | Дата показу                 | Категорія                                                                 | Номінант(и)                            | Результат                   | Дж                                 |
| ------------------------------------------------------------------------------ | --------------------------- | ------------------------------------------------------------------------- | -------------------------------------- | --------------------------- | ---------------------------------- |
| 71-й Берлінський міжнародний кінофестиваль                                     | 1 березня 2021              | «Grand Prix» міжнародного журі програми Berlinale Generation 14plus       | Стоп-Земля                             | Номінація                   | [ 4 ] [ 69 ] [ 70 ]                |
| 71-й Берлінський міжнародний кінофестиваль                                     | 1 березня 2021              | «Кришталевий ведмідь» юнацького журі програми Berlinale Generation 14plus | Стоп-Земля                             | Перемога                    | [ 4 ] [ 69 ] [ 70 ]                |
| 12-й Одеський міжнародний кінофестиваль                                        | 19 серпня 2021              | Ґран-прі — найкращий український повнометражний фільм                     | Стоп-Земля                             | Перемога                    | [ 6 ]                              |
| 12-й Одеський міжнародний кінофестиваль                                        | 19 серпня 2021              | Золотий Дюк — найкращий фільм основної програми                           | Стоп-Земля                             | Перемога                    | [ 6 ]                              |
| 12-й Одеський міжнародний кінофестиваль                                        | 19 серпня 2021              | Найкраща акторська робота                                                 | Стоп-Земля                             | Перемога                    | [ 6 ]                              |
| 15-й П'ятиозерний кінофестиваль                                                | 27 серпня 2021              | Головний приз основної програми Fünf Seen Filmpreis                       | Стоп-Земля                             | Перемога                    | [ 71 ] [ 72 ] [ 73 ] [ 74 ] [ 75 ] |
| Кіноколо (4-та церемонія вручення)                                             | 21 жовтня 2021              | Найкращий повнометражний ігровий фільм                                    | Стоп-Земля                             | Перемога                    | [ 7 ]                              |
| Кіноколо (4-та церемонія вручення)                                             | 21 жовтня 2021              | Відкриття року                                                            | Стоп-Земля                             | Перемога                    | [ 7 ]                              |
| Кіноколо (4-та церемонія вручення)                                             | 21 жовтня 2021              | Найкраща режисерка                                                        | Катерина Горностай                     | Перемога                    | [ 7 ]                              |
| Кіноколо (4-та церемонія вручення)                                             | 21 жовтня 2021              | Найкраща акторка                                                          | Марія Федорченко                       | Перемога                    | [ 7 ]                              |
| Кіноколо (4-та церемонія вручення)                                             | 21 жовтня 2021              | Найкращий сценарій фільму                                                 | Катерина Горностай                     | Перемога                    | [ 7 ]                              |
| Премія імені Лесі Українки за літературно-мистецькі твори для дітей та юнацтва | 25 лютого 2022              | Номінація «Кінотвори для дітей та юнацтва»                                | Стоп-Земля                             | Перемога                    | [ 76 ]                             |
| Національна премія України імені Тараса Шевченка                               | 9 березня 2022              | Номінація «Кіномистецтво»                                                 | Стоп-Земля                             | Перемога                    | [ 77 ]                             |
| Золота дзиґа                                                                   | 18 вересня 2023             | Найкращий фільм                                                           | Стоп-Земля                             | Перемога                    | [ 78 ]                             |
| Золота дзиґа                                                                   | 18 вересня 2023             | Найкраща режисерка (премія імені Юрія Іллєнка)                            | Катерина Горностай                     | Перемога                    | [ 78 ]                             |
| Золота дзиґа                                                                   | 18 вересня 2023             | Найкраща чоловіча роль другого плану                                      | Олександр Іванов                       | Перемога                    | [ 78 ]                             |
| Золота дзиґа                                                                   | 18 вересня 2023             | Найкращий художник-постановник                                            | Максим Німенко                         | Перемога                    | [ 78 ]                             |
| Золота дзиґа                                                                   | 18 вересня 2023             | Найкращий сценарій                                                        | Катерина Горностай                     | Перемога                    | [ 78 ]                             |
| Золота дзиґа                                                                   | 18 вересня 2023             | Найкраща музика                                                           | Мар'яна Клочко                         | Перемога                    | [ 78 ]                             |
| Золота дзиґа                                                                   | 18 вересня 2023             | Найкраща пісня                                                            | Мар'яна Клочко                         | Перемога                    | [ 78 ]                             |
| Золота дзиґа                                                                   | 18 вересня 2023             | Найкращий дизайн костюмів                                                 | Олена Гресь                            | Перемога                    | [ 78 ]                             |
| Золота дзиґа                                                                   | 18 вересня 2023             | Найкращий грим                                                            | Марія Пілунська                        | Перемога                    | [ 78 ]                             |
| Золота дзиґа                                                                   | 18 вересня 2023             | Найкращий монтаж                                                          | Нікон Романченко та Катерина Горностай | Перемога                    | [ 78 ]                             |
| Золота дзиґа                                                                   | 18 вересня 2023             | Найкращі візуальні ефекти                                                 | Олексій Кудима, Микола Костомаров      | Перемога                    | [ 78 ]                             |
| Золота дзиґа                                                                   | 18 вересня 2023             | Відкриття року                                                            | Катерина Горностай                     | Перемога                    | [ 78 ]                             |